# Пирогово (Рыбинский район)
Пирого́во — деревня Шашковского сельского округа в Назаровском сельском поселении Рыбинского района Ярославской области.
Деревня расположена на высоком (20 м) левом берегу Волги (Горьковское водохранилище) между реками Талица и Смердовка, протекающих в крутых обрывистых берегах.
Просёлочная дорога из Пирогово, идущая вдоль Талицы через Болоново на Погорелку, длиной около 2 км, связывает деревню с автомобильной дорогой. Долгое время не у Пирогово, а выше по течению — у Василева располагалась пристань Пирогово. Пешеходная тропа длиной 2 км по берегу Волги связывает Василево, Пирогово и левобережную часть поселка Песочное.
В 800 м к юго-западу от Пирогово находится курганный могильник XII—XIII веков, а на расстоянии около 1 км — селище 1 тысячелетия до н. э. — XIII века.
На плане Генерального межевания Романовского уезда 1790 года идентифицировать деревню не удаётся, на её месте указано сельцо с плохоразличимым названием. После объединения уездов в 1822 году эта территория относилось к Романово-Борисоглебскому уезду, Пирогово в списке населённых пунктов уезда на 1865 год указано .
На 1 января 2007 года в деревне числилось 7 постоянных жителей. Однако со времен существования пристани Пирогово активно используется для дачного отдыха. Почтовое отделение Шашково обслуживает в деревне Пирогово 16 домов..